# Wit konijn

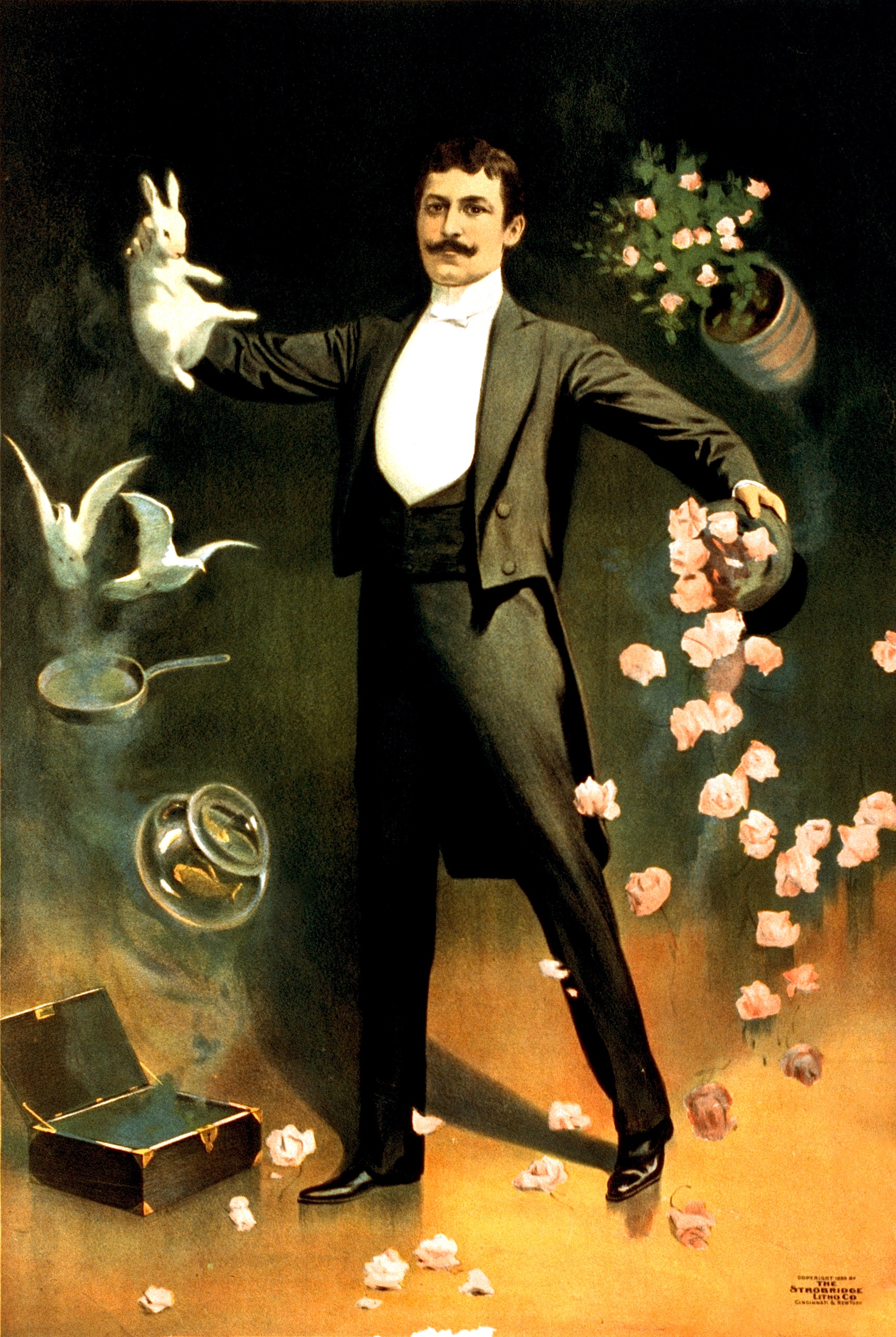
Een goochelaar tovert een wit konijn tevoorschijn

Een wit konijn is in de Belgische politiek een (vaak spottende) bijnaam voor iemand die bekend is om andere dan politieke activiteiten en onverwacht naar voren wordt geschoven voor een politiek mandaat of een hoge functie. De term refereert aan de bekende goocheltruc waarbij een goochelaar een wit konijn uit een hoge hoed tevoorschijn tovert.
Ook bij benoemingen van topmanagers bij grote bedrijven wordt weleens van een 'wit konijn' gesproken. Naar de formule 'wit konijn' wordt vooral gegrepen als er binnen de organisatie geen voor de hand liggende kandidaat naar voren komt of als er onenigheid is over wie te benoemen. Een outsider wordt in zulke gevallen als wit konijn aangebracht.

## Geschiedenis
De bedoeling is soms om een bekende persoon uit de civiele maatschappij aan de partij die hem voordraagt meer aanzien en kieskracht te doen verlenen en hierdoor ook nieuw bloed in de politieke gelederen te brengen.
Voor wat de politiek betreft, beweert men vaak dat dit enkel gebeurt omdat hun bekendheid stemmen voor de partij kan bijbrengen. Daardoor ontstaan soms conflicten met politici die de meer gebruikelijke politieke weg gevolgd hebben. Sommige 'witte konijnen' brachten het behoorlijk ver in de politieke wereld. Andere trokken zich na korte of langere tijd terug, soms ontgoocheld of soms na schandalen.
In 1999 werd de Antwerpse marketeer Patrick Janssens (°1956) wellicht de eerste aan wie de bijnaam "wit konijn" werd toebedeeld. Janssens was actief in de reclamewereld en werd destijds als bij wijze van "truc" tot voorzitter van de sp.a gekozen.
Hierna verschenen er bij zowat alle landelijk actieve Vlaamse politieke partijen personen die in de media de kwalificatie wit konijn kregen.
Het woord kende succes. Behalve bij gevallen waarin er voor een bepaalde politieke functie of kandidatuur een onverwachte kandidaat wordt vooropgesteld, wordt de term 'wit konijn' ook wel gebruikt als bij de aanvulling van een verkiezingslijst of een partijvernieuwing of -verruiming een bekende persoon als kandidaat wordt aangetrokken.

## Voorbeelden
Onderstaande personen werden (al dan niet terecht) door politieke commentatoren als wit konijn omschreven:
| - Jan Becaus, VRT-nieuwsanker (N-VA) - Jinnih Beels, politiecommisaris (sp.a) - Ivo Belet, VRT-nieuwsanker (CD&V) - Siegfried Bracke, VRT-journalist (N-VA) - Eva Brems, hooglerares (Groen) - Walter De Donder, acteur (CD&V) - Mia De Vits, journaliste en syndicaliste (sp.a) - Jan Decorte, regisseur en acteur (ROSSEM) - Jean-Marie Dedecker, judoka (VLD) - Mark Demesmaeker, VTM-reporter (N-VA) - Sihame El Kaouakibi, sociaal onderneemster (Open VLD) - Alicja Gescinska, schrijfster en tv-maakster (Open VLD) - Bettina Geysen, VRT-presentatrice (Spirit) - Walter Grootaers, zanger (Open VLD) - Margriet Hermans, zangeres (VU&ID) - Fernand Huts, ondernemer (VLD) - Patrick Janssens, marketeer (SP) - Flor Koninckx, rijkswachter/presentator (sp.a) - Neelie Kroes (Open VLD) - Peter Leyman, bedrijfsmanager (CD&V) - Goedele Liekens, mediafiguur (Open VLD) - Kathy Lindekens, BRTN-journaliste (sp.a) - Betty Owczarek, zangeres (Lier Meer Mogelijkheden) | - Marijke Pinoy, actrice (Groen) - Etienne Schouppe, gedelegeerd bestuurder van de NMBS (CD&V) - Herman Schueremans, concertorganisator (Open VLD) - Paula Sémer, NIR-presentatrice (SP) - Jessika Soors, islamologe (Groen) - Dirk Sterckx VRT-nieuwsanker (Open VLD) - Stijn Stijnen, voetballer (Helemaal Hasselt) - Kristl Strubbe, VTM-journaliste (Open VLD) - Rik Torfs, mediafiguur (CD&V) - Christine Van Broeckhoven, biologe (sp.a) - Bogdan Vanden Berghe, directeur van 11.11.11 (Groen) - Anke Van dermeersch, Miss België en advocate (VLD) - Viv Van Dingenen, actrice (SOS 2012 van Wouter Van Bellingen) - Dries Van Langenhove, blogger en activist (Vlaams Belang) - Kim Van Hee, zangeres (Lijst Dedecker) - Luckas Vander Taelen, zanger (Agalev) - Johan Verstreken, BRT-presentator (CD&V) - Jurgen Verstrepen, televisiemaker en radiopresentator (Vlaams Blok) - Inge Vervotte, vakbondsafgevaardigde (CD&V) - Ulla Werbrouck, judoka (Lijst Dedecker) - Lynn Wesenbeek, VTM-presentatrice (Open VLD) - Marc Wilmots, voetballer (MR) |